# Едмунд Фезенмајер
Едмунд Фезенмајер (Бад Кисинген, 12. новембар 1904 — Дармштат, 24. децембар 1977) је био немачки политичар, официр СС-а, осуђен за ратне злочине. Везенмајер је увелико допринео Холокаусту на подручју Хрватске, Мађарске и Србије. Био је подређени Ернсту Калтенбрунеру и Јоахиму фон Рибентропу, а сарађивао је и са Адолфом Ајхманом.
Фезенмајер се придружио НСДАП-у 1925. године, а 1932. године је постао члан економских кругова, чиме је стекао многе пријатеље на високим позицијама. Истовремено с наредбом за напад на Југославију 1941, Хитлер Фезенмајеру је издао директиву да на подручју будућих остатака Југославије пронађе погодне особе за руковођење нових, нацистичкој Немачкој пријатељских држава које ће бити створене. Након настанка НДХ и Владе народног спаса, Фезенмајеров задатак је био помоћ у стварању државних уређења новонасталих квислиншких режима, а то је радио као члан дипломатског тима који је боравио у Загребу. Имао је велику улогу у развоју Холокауста у Хрватској и Србији, те је жустро прогањао хрватске и српске Јевреје. У марту 1944. године постао је немачки представник у Хортијевој Мађарској.
На Министарском суђењу 1949. године осуђен је на 20 година затвора, а казна је 1951. године смањена на 10 година. На крају је пуштен 16. децембра исте године када му је казна смањена.
Након пуштања је живио са супругом у Минхену. Његово финансијско стање у ово време није било најбоље. Недуго након пуштања, развео са од супруге Марије Фезенмајер и преселио се у Хамбург. Развод је службено потврдио Земаљски суд у Хамбургу 22. јула 1953. године. Нису имали деце. Његова супруга је задржала његово презиме све до своје смрти. Између 1952. године до 1955. године, Фезенмајер је радио као представник Агрармашиненхерстелера у Ирану. Међутим, посао није ишао нарочито добро па је Фезенмајер тражио бољи посао.
У последњим годинама живота, Фезенмајер је живео у Дармштату. Године 1977, Фезенмајер се разболео и превезен је у градску болницу где је и умро 24. децембра од затајења срца.